# Puchar Polski ZG AZS w łucznictwie
Puchar Polski ZG AZS w łucznictwie (inaczej Puchar Polski Zarządu Głównego Akademickiego Związku Sportowego w łucznictwie) – cykliczna impreza organizowana corocznie we Wrocławiu przez Zarząd Główny Akademickiego Związku Sportowego (ZG AZS) mający na celu promowanie aktywności studenckiej, Wrocławia, a przede wszystkim łucznictwa. Puchar Polski ZG AZS w łucznictwie łączy zarówno studentów, jak i absolwentów uczelni wyższych z Polski oraz z zagranicy.

## Kategorie
Zawody Pucharu Polski ZG AZS rozgrywane są w następujących kategoriach:
- Kategoria „Profi” - strzelanie rundy kwalifikacyjnej składającej się z 36 strzał z odległości 15 m

do tarczy o Φ 60 cm oraz indywidualnej i zespołowej OR FITA z łuków sportowych o twardości do 30lbs. 
- Kategoria „Open” - strzelanie rundy kwalifikacyjnej składającej się z 2x30 strzał z odległości 18 m

do tarczy o Φ 3x20 cm oraz indywidualnej i zespołowej OR FITA z łuków sportowych. 
- Kategoria „Open” łuki bloczkowe - strzelanie rundy kwalifikacyjnej składającej się z 2x30 strzał

z odległości 18 m do tarczy o Φ 3x20 cm oraz indywidualnej OR FITA z łuków bloczkowych.

## Historia
- I Puchar Polski ZG AZS w łucznictwie, Wrocław 18.03.2007

Medaliści
| Konkurencja            | Złoto | Srebro | Brąz |
| Indywidualnie kobiet   | Kuźmicka Paulina (AZS Politechnika Wrocławska) | Tubis Elżbieta (AZS Politechnika Wrocławska) | Skut Beata (AZS Politechnika Wrocławska) |
| Indywidualnie mężczyzn | Olichwier Tomasz (AZS Politechnika Wrocławska) | Czupryński Sławomir (AZS Środowiskowy Start Kielce) | Krzywniak Paweł (AZS Politechnika Wrocławska) |
| Drużynowo              | AZS Politechnika Wrocławska I w składzie: - Krzywniak Paweł (AZS Politechnika Wrocławska) - Kęskiewicz Piotr (AZS Politechnika Wrocławska) - Makowczyński Marek (AZS Politechnika Wrocławska) | AZS Politechnika Wrocławska III w składzie: - Wieczorek Piotr (AZS Politechnika Wrocławska) - Gołębiowski Maciej (AZS Politechnika Wrocławska) - Łojczuk Emil (AZS Politechnika Wrocławska) - Iwański Mariusz (AZS Politechnika Wrocławska) | AZS Politechnika Wrocławska IV w składzie: - Olichwier Tomasz (AZS Politechnika Wrocławska) - Słowik Adrian (AZS Politechnika Wrocławska) - Ohia Dawid (AZS Politechnika Wrocławska) |

| Konkurencja            | Złoto | Srebro | Brąz |
| Indywidualnie kobiet   | Kruczek Klaudia (AWF Kraków) | Domańska Aneta (AWF Kraków)                                                                                        | Strzelczyk Ewa (AZS Politechnika Wrocławska) |
| Indywidualnie mężczyzn | Proć Jacek (AZS Politechnika Wrocławska) | Maga Jakub (AZS Politechnika Wrocławska)                                                                           | Cis Tomasz (Beskidzka Wyższa Szkoła Umiejętności, Żywiec) |
| Drużynowo              | AZS Legnica I w składzie: - Olszowy Marcin (AZS Państwowa Wyższa Szkoła Zawodowa w Legnicy) - Proć Jacek (AZS Politechnika Wrocławska) - Zapiór Grzegorz (AZS Politechnika Wrocławska) | AWF Kraków w składzie: - Domańska Aneta (AWF Kraków) - Kruczek Klaudia (AWF Kraków) - Śliwka Grzegorz (AWF Kraków) | AZS Legnica II w składzie: - Janusz Mateusz (AZS Politechnika Wrocławska) - Maga Jakub (AZS Politechnika Wrocławska) - Strzelczyk Ewa (AZS Politechnika Wrocławska) |

- II Puchar Polski ZG AZS w łucznictwie, Wrocław 13-14.12.2008

Medaliści
| Konkurencja            | Złoto | Srebro | Brąz |
| Indywidualnie kobiet   | Biernacka Małgorzata (AZS Politechnika Wrocławska) | Kiłyk Anna (AZS Politechnika Wrocławska) | Madej Joanna (AZS Politechnika Wrocławska) |
| Indywidualnie mężczyzn | Zagórski Piotr (AZS Politechnika Wrocławska) | Skiba Maciej (AZS Politechnika Wrocławska) | Czarnecki Łukasz (Uniwersytet Wrocławski) |
| Drużynowo              | Politechnika Wrocławska 1 w składzie: - Zagórski Piotr (AZS Politechnika Wrocławska) - Litwin Robert (AZS Politechnika Wrocławska) - Skiba Maciej (AZS Politechnika Wrocławska) | Politechnika Wrocławska 2 w składzie: - Karpusiewicz Maciej (AZS Politechnika Wrocławska) - Potaniec Bartłomiej (AZS Politechnika Wrocławska) - Biernacka Małgorzata (AZS Politechnika Wrocławska) | Uniwersytet Przyrodniczy we Wrocławiu 1 w składzie: - Pawlikowski Piotr (Uniwersytet Przyrodniczy we Wrocławiu) - Nowicki Marek (Uniwersytet Przyrodniczy we Wrocławiu) - Pasikowska Marta (Uniwersytet Przyrodniczy we Wrocławiu) |

| Konkurencja            | Złoto | Srebro | Brąz |
| Indywidualnie kobiet   | Marszałkowska Ewelina (Uniwersytet Łódzki) | Szukarska Anna (AZS Surma Poznań) | Strzelczyk Ewa (AZS Uniwersytet Ekonomiczny we Wrocławiu)                                                                                |
| Indywidualnie mężczyzn | Proć Jacek (AZS Politechnika Wrocławska) | Przepióra Tomasz (Uniwersytet Humanistyczno-Przyrodniczy Jana Kochanowskiego w Kielcach)                                                                                           | Baś Adam (Uniwersytet Łódzki) |
| Drużynowo              | Politechnika Wrocławska 1 w składzie: - Proć Jacek (AZS Politechnika Wrocławska) - Kęskiewicz Piotr (AZS Politechnika Wrocławska) - Krzywniak Paweł (AZS Politechnika Wrocławska) - Świątkiewicz Wojciech (AZS Politechnika Wrocławska) | Mieszanka Chili i Tequili w składzie: - Huszcz Maciej (AZS Warszawa) - Przesmycki Konrad (AZS Politechnika Warszawska) - Strzelczyk Ewa (AZS Uniwersytet Ekonomiczny we Wrocławiu) | Debeściaki w składzie: - Marszałkowska Ewelina (Uniwersytet Łódzki) - Baś Adam (Uniwersytet Łódzki) - Pater Wojciech (AZS WSG Bydgoszcz) |

| Konkurencja            | Złoto | Srebro | Brąz |
| Indywidualnie mężczyzn | Świgoń Włodzimierz (KS Leśnik Poznań) | Gondro Arkadiusz (AZS Opole) | Piekarski Bogusław (UKS Talent Wrocław) |
| Drużynowo              | UKS Talent Wrocław 1 w składzie: - Domaradzki Andrzej (UKS Talent Wrocław) - Szemiot Marcin (UKS Talent Wrocław) - Piekarski Bogusław (UKS Talent Wrocław) | UKS Talent Wrocław 2 w składzie: - Worońko Waldemar (UKS Talent Wrocław) - Czyrski Piotr (UKS Talent Wrocław) - Norkowski Grzegorz (UKS Talent Wrocław) | Strzelec Legnica w składzie: - Juszczyk Sławomir (Strzelec Legnica) - Strzelczyk Jerzy (Strzelec Legnica) - Dzikowski Jerzy (Strzelec Legnica) |

- III Puchar Polski ZG AZS w łucznictwie, Wrocław 05.12.2009

Medaliści
| Konkurencja            | Złoto | Srebro | Brąz |
| Indywidualnie kobiet   | Katarzyna Jaroszewicz (AZS Politechnika Wrocławska) | Stasina Paulina (Uniwersytet Przyrodniczy we Wrocławiu) | Kiłyk Anna (AZS Politechnika Wrocławska) |
| Indywidualnie mężczyzn | Tomczak Bartosz (Politechnika Wrocławska) | Ganczarek Marcin (Politechnika Wrocławska) | Potaniec Bartłomiej (AZS Politechnika Wrocławska) |
| Drużynowo              | Politechnika Wrocławska 4 w składzie: - Tomczak Bartosz (Politechnika Wrocławska) - Hanc Paweł (Politechnika Wrocławska) - Dudek Waldemar (Politechnika Wrocławska) | Politechnika Wrocławska 2 w składzie: - Jaroszewicz Katarzyna (AZS Politechnika Wrocławska) - Kiłyk Anna (AZS Politechnika Wrocławska) - Kobierski Łukasz (AZS Politechnika Wrocławska) | Politechnika Wrocławska 3 w składzie: - Woźniak Aleksandra (AZS Politechnika Wrocławska) - Siedlarczyk Anna (AZS Politechnika Wrocławska) - Ganczarek Marcin (Politechnika Wrocławska) |

| Konkurencja            | Złoto | Srebro | Brąz |
| Indywidualnie kobiet   | Marszałkowska Ewelina (Uniwersytet Łódzki)                                                                                              | Żakieta Katarzyna (Uniwersytet Łódzki) | Tyll Ewa (Uniwersytet Łódzki) |
| Indywidualnie mężczyzn | Proć Jacek (AZS Politechnika Wrocławska)                                                                                                | Szafarz Jakub (Politechnika Łódzka) | Ryba Mateusz (AZS AGH Kraków) |
| Drużynowo              | AZS Łódź w składzie: - Szafarz Jakub (Politechnika Łódzka) - Piotrowski Michał (Politechnika Łódzka) - Mikinka Jan (Uniwersytet Łódzki) | AZS Uniwersytet Łódzki w składzie: - Baś Adam (Uniwersytet Łódzki) - Marszałkowska Ewelina (Uniwersytet Łódzki) - Żakieta Katarzyna (Uniwersytet Łódzki) - Tyll Ewa (Uniwersytet Łódzki) | Mix w składzie: - Ryba Mateusz (AZS AGH Kraków) - Pater Wojciech (WSG Bydgoszcz) - Strzelczyk Ewa (AZS Uniwersytet Ekonomiczny we Wrocławiu) - Kłoda Marcin (AZS Uniwersytet Medyczny Lublin) |

| Konkurencja            | Złoto            | Srebro                                  | Brąz                                    |
| Indywidualnie mężczyzn | Wcisło Krzysztof | Piekarski Bogusław (UKS Talent Wrocław) | Norkowski Grzegorz (UKS Talent Wrocław) |